# Reto Stadelmann
Reto Stadelmann (Escholzmatt, 1977) is een Zwitsers componist.

## Levensloop
Stadelmann studeerde compositie aan het London College of Music en behaalde aldaar zijn Bachelor of Music. Vervolgens studeerde hij aan het Royal Northern College of Music (RNCM) te Manchester en behaalde daar zijn Master of Music. Van 2005 tot 2007 was hij leerling van York Höller aan de Hochschule für Musik te Keulen. Aan de Universiteit van York studeerde hij vanaf 2005 en promoveerde tot Ph.D. (Philosophiæ Doctor) in muziek. 
Sindsdien leeft hij als freelance componist in Keulen.
Als componist schrijft hij werken voor muziektheater, harmonieorkest, koren en kamermuziek. 

## Composities

### Werken voor orkest
- 2001 Isolation, voor strijkorkest
- 2003 Concert, voor cello en kamerorkest

### Werken voor harmonieorkest
- 2002 Echoes in Time, voor harmonieorkest en vier antifonale trompetten
- Alphornchilbi, voor alpenhoorn solo en harmonieorkest

### Muziektheater

#### Toneelmuziek
- 2000 Der Wiedergänger - tekst: naar Frieda Schnyder-Studer
- 2003 Bauernkrieg 1653 - tekst: Hansjörg Schneider
- 2007 Heidi - naar Johanna Spyri (samen met: Markus Reyhani - première: 6 oktober 2007, Kölner Theater für Kinder und Jugendliche in der COMEDIA, Keulen

### Werken voor koren
- s'Abelied, voor mannenkoor
- Bärgandacht, voor mannenkoor

### Kamermuziek
- 2001 Pilatus, voor dwarsfluit en piano
- 2004 Serenade, voor twee strijkkwartetten en contrabas
- 2009 Rondo, voor viool en cello

### Werken voor alpenhoorn
- Uf em Oberegelshorn
- Abendstille